# Bíró Miklós (operatőr)
Bíró Miklós (Budapest, 1933. április 9. – Budapest, 2015. november 19.) Kossuth- (2004) és Balázs Béla-díjas (1973) magyar operatőr, egyetemi tanár, a Magyar Televízió örökös tagja.

## Életpályája
Szülei: Bíró György és Árki Terézia voltak. 1957–1960 között a Kőbánya- és Útépítő Vállalat műszaki rajzolója volt. 1961–1998 között a Magyar Televízió munkatársa és vezetőoperatőre volt. 1961–1965 között a Színház- és Filmművészeti Főiskola tv-operatőr szakán tanult. 1985–2008 között a Színház- és Filmművészeti Főiskola oktatója volt. 2007-től a Magyar Televízió örökös tagja.
Nevéhez fűződik az első magyar lézerfilm fényképezése 1983-ban A hatodik vagy a hetedik címmel.
Tiszteletbeli tagja a Magyar Operatőrök Társaságának.

## Filmjei

### Játékfilmek
- Jaguár (1967)
- Egy nap a paradicsomban (1967)
- Oszlopos Simeon (1975)
- Kísértés (1977)
- Az erőd (1979)
- Apám kicsi alakja (1980)
- Szeretők (1984)
- A vörös grófnő I-II. (1985)
- Magyar rekviem (1990)
- Halál a hálaadás napján (1998)
- Férfiakt (2006)

### Tévéfilmek
- A veréb utcai csata (1959)
- Karácsonyi ének (1964)
- Szilveszter 20 éven felülieknek (1965)
- Az igazságtevő (1966)
- Halász doktor (1968)
- Családi tűzhely (1968)
- A bíró és a hóhér (1968)
- Vigyori (1968)
- Kyra Georgijevna (1968)
- Az élő Antigoné (1968)
- Három találkozás (1968)
- A csodálatos vargáné (1968)
- Extázis 7-től 10-ig (1969)
- Őrjárat az égen 1-4. (1969)
- Rózsa Sándor 1-12. (1971)
- Vasárnapok (1971)
- Pillangó (1971)
- Csárdáskirálynő (1971)
- Zenés TV Színház (1972)
- Fekete macska (1972)
- Egy óra - három arc (1972)
- Aranyliba (1972)
- …és a holtak újra énekelnek (1973)
- Szeptember végén (1973)
- Lyuk az életrajzon (1973)
- Bolond és szörnyeteg (1973)
- Az ember melegségre vágyik (1973)
- Portugál királylány (1974)
- Aranyborjú (1974)
- A bohóc felesége (1975)
- Barrabás (1977)
- Úszó jégtáblák (1978)
- Rejtekhely (1978)
- Meztelenül (1978)
- Beszélgetések Szókratésszal (1978)
- IV. Henrik király (1980)
- Hínár (1981)
- Hamlet (1982)
- A béke szigete (1983)
- Lélekvándorlás (1983)
- Caligula helytartója (1984)
- A nők iskolája (1984)
- Hajnali párbeszéd (1986)
- Dráma a vadászaton (1986)
- A nagymama (1986)
- Semmelweis Ignácz – az anyák megmentője (1989)
- Margarétás dal (1989)
- Édes Anna (1990)
- István király (1992)
- Így írtok ti (1994)
- Feltámadás Makucskán (1994)
- Fekete Karácsony (1995)
- Tükör (1999)
- Szappanbuborék (1996)
- Kortársunk Vörösmarty (2000)
- Cigányszerelem (2002)
- A titkos háború (2002)
- Ebéd (2005)
- Életképek (2006)

## Díjai
- Balázs Béla-díj (1973)
- Az év operatőre (1980)
- Érdemes művész (1982)
- A film- és tv-kritikusok díja (1983)
- Operatőri különdíjak (1980, 1989)
- Kiváló művész (1990)
- Nyakkendő-díj (2002)
- Kossuth-díj (2004)

## További információ
- Who is Who Magyarországon. Kiegészítő kötet. 2. kiad. 2004. Zug, Hübners blaues Who is Who, 2004. Archiválva 2013. december 3-i dátummal a Wayback Machine-ben
- Díjasok és kitüntetettek adattára 1948-1980. Összeáll. és szerk. Magyar Józsefné. Kaposvár, Palmiro Togliatti Megyei Könyvtár, 1984.
- Ki kicsoda a mai magyar filmművészetben? Akik a magyar filmeket csinálják. Főszerk. Dr. Papp Sándor. Szerk. Karsai Kulcsár István. Bp., 1983.
- Magyar filmlexikon. Szerk. Veress József. Bp., Magyar Nemzeti Filmarchívum, 2005.
- Magyar ki kicsoda 1990. Több mint 6000 élő magyar életrajza. Főszerk. Hermann Péter, szerk. Markóczy Mária. Bp., Láng Kiadó–TEXOFT Kft., 1990.
- Révai Új Lexikona. Főszerk. Kollega Tarsoly István. Szekszárd, Babits, 1996-.
- Új filmlexikon. Főszerk. Ábel Péter. Bp., Akadémiai Kiadó, 1971-1973.